# Малый Цивиль
Ма́лый Циви́ль (чув. Кĕçĕн Çавал) — река в России, протекает в Вурнарском, Канашском и Цивильском районах Чувашии, правая составляющая Цивиля. Длина реки — 129 км, площадь водосборного бассейна — 1450 км².

## Данные водного реестра
По данным государственного водного реестра России относится к Верхневолжскому бассейновому округу, водохозяйственный участок реки — Цивиль от истока и до устья, речной подбассейн реки — Волга от впадения Оки до Куйбышевского водохранилища (без бассейна Суры). Речной бассейн реки — (Верхняя) Волга до Куйбышевского водохранилища (без бассейна Оки). Код водного объекта в государственном водном реестре — 08010400412112100000285.

## Притоки
Реки: Тюрарка, Аслут, Яндоушка, река без названия у с. Матькасы, Оженарка (Илюксар, Ворскер), Поштанарка, река без названия у с. Напольные Котяки, Санарка, Кошлаушка, Апнерка, Вурнарка. Ручьи: Чёрно-Песчаный, Песчаный.